# Château de Litzberg
Het Château de Litzberg was een kasteeltje dat zich enkele kilometers ten westen van Lanklaar bevond. Het was gelegen aan de Hoeveweg 145.
Het werd gebouwd in 1868 door de heer Wenmaekers. Het werd omringd door een Engelse tuin en enkele mooie lanen. Het kasteeltje werd echter in 1939 vernield door soldaten, tijdens de mobilisatie. Wat bleef was de kasteelhoeve. Deze werd eind jaren 80 van de 20e eeuw aangekocht, uitgebreid en verbouwd tot restaurant, voorzien van een binnenplaats.
Het gebouw ligt op het Kempens Plateau op een hoogte van 95 meter, niet ver van de steilrand naar de Maasvallei.
In 2006 dreigde afbraak, omdat er geen bouwvergunning voorlag. Dit is echter niet gebeurd.
Vanaf het restaurant vertrekken wandelroutes door het Nationaal Park Hoge Kempen en ook het recreatiedomein Maasvallei ligt in de onmiddellijke nabijheid.

## Naamsverklaring
De heuvel werd plaatselijk Litzberg genoemd naar het woord litzen, het dialectwoord voor glijden.